# Cuphea adenophylla
Cuphea adenophylla är en fackelblomsväxtart som beskrevs av T.B. Cavalcanti. Cuphea adenophylla ingår i släktet blossblommor, och familjen fackelblomsväxter. Inga underarter finns listade i Catalogue of Life.